# Portable Media Center

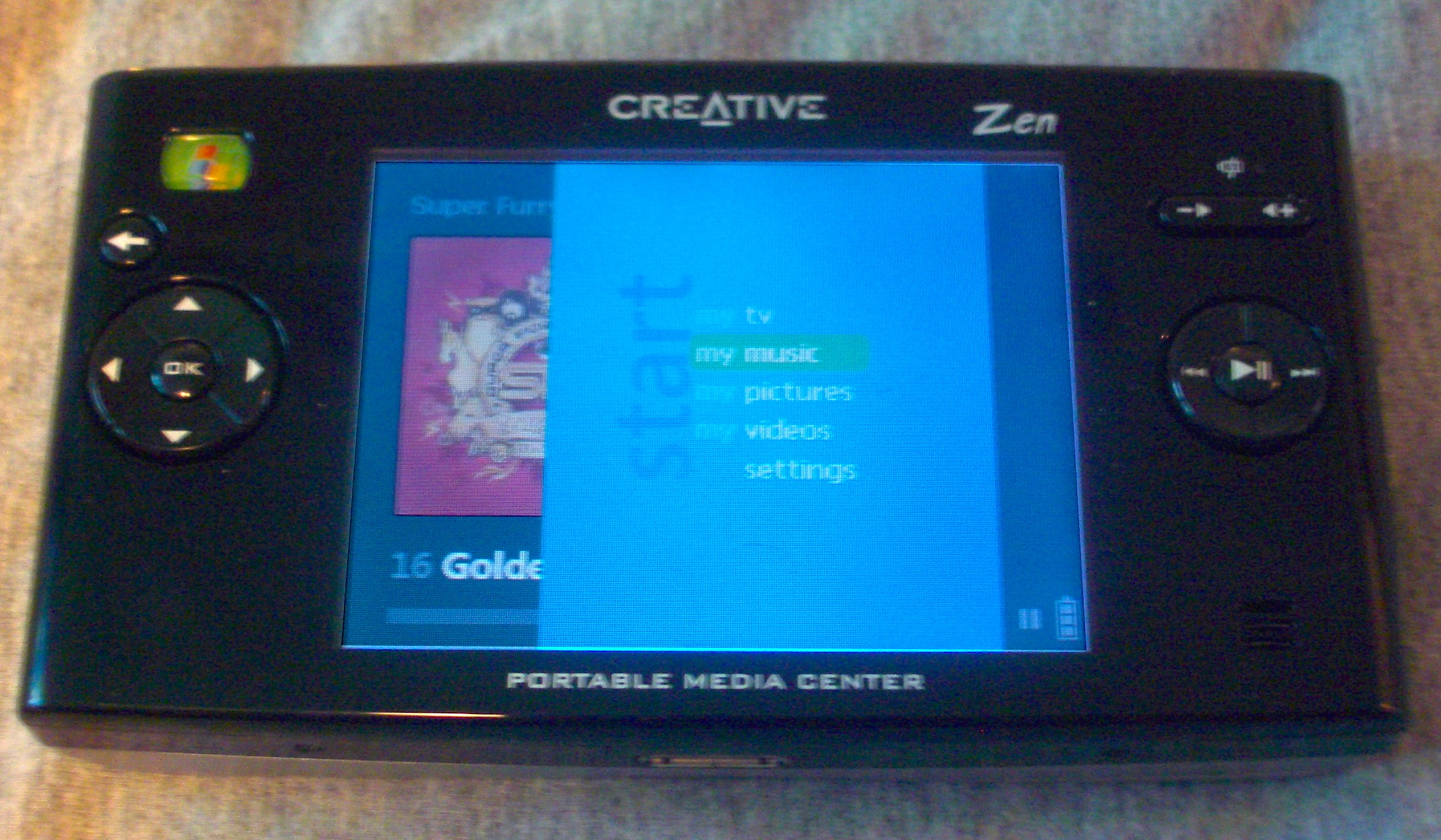

Un Portable Media Center (PMC) è un dispositivo portatile fornito di disco rigido che riproduce file video,  audio e visualizza JPEG. Utilizza una speciale versione del sistema operativo Windows Mobile. È attualmente prodotto da Creative Labs, iRiver, e Samsung.
I PMC sono stati introdotti a per la prima volta sul mercato USA nel 2004. La Creative ha collaborato con la Microsoft per definire le caratteristiche base del prodotto, ma poi i vari produttori hanno introdotto personalizzazioni. Il primo PMC è stato il Creative Zen PMC della Creative, prima a Singapore (agosto 2004), poi negli Stati Uniti (settembre 2004).
L'unico formato di file video riproducibile è il Windows Media Video. Altri formati devono essere convertiti dall'utente.

## Specifiche tecniche
- Schermo LCD da 3.5 a 3.8 " (da 90 a 97 mm) di larghezza
- 20 gigabyte di memoria
- Batteria al litio sostituibile
- Sintonizzatore FM (solo modello iRiver)
- Registratore vocale (solo modello iRiver)

### Formati supportati
- Video
  - Windows Media Video (risoluzione 320 × 240, velocità di trasmissione massima di 800 kbit/s)
- Audio
  - MP3
  - Windows Media Audio